# 创业债务
创业债务（英语：Venture Debt，又称创业贷款、增长债务或创业融资贷款）是向现有的创业公司提供的一种债务融资形式。通常，这是一种子弹贷款（即一次性偿还贷款）或带有特殊条款的融资，由专业银行、金融机构或基金提供。这类贷款通常用于资助营运资金或购买设备、基础设施等耐用资产。
与依赖于正现金流或大量担保的传统银行贷款不同，创业债务专门面向处于成长阶段、获得风险投资支持但尚未实现盈利或缺乏足够抵押的公司。由于放贷方面临较高的风险，因此通常会收取较高的利率（年利率8%至20%），并通过认股权证（即购买公司股权的期权）等附加收益进行补偿。

## 市场规模与行业动态
通常，创业债务适用于那些已经在市场上经营3至4年、拥有稳定收入和一定信用评级的初创企业。
在美国，创业债务通常被视为风险投资的补充，通常约占投入股本的三分之一至一半。据估计，全球创业债务市场的规模每年达数十亿美元。
近年来，欧洲对创业债务的兴趣不断增长，这得益于成功融资的初创企业数量增加以及市场参与者专业化水平的提升。